# Giovanni Battista Bassani
Giovanni Battista Bassani, född omkring 1657 och död 1 oktober 1716, var en italiensk tonsättare, tillhörande den norditalienska skolan.
Bassani föddes i Padua och var elev till Daniele Castrovillari i Venedig och redan vid 20 års ålder organist vid Accadamia della morte i Ferrara samt kapellmästare hos hertigen av Mirandola. Vid samma ålder utnämndes han dessutom till medlem av den berömda Accademia filarmonica i Bologna. Från 1683 var han kapellmästare vid Accademia della morte. Bassani var synnerligen produktiv som musiker, med såväl vokala som instrumentala alster. På operans, oratoriets och solokantatens område utgör hans stycken stilmässigt en övergång mellan den romerska och den neapolitanska skolans principer. Inom kyrkosonatens område ligger han stilmässigt nära Arcangelo Corelli, som samtidigt med honom arbetade med en modernisering av sonaten.